# Lysimelia maculipex
Lysimelia maculipex är en fjärilsart som beskrevs av George Francis Hampson 1898. Lysimelia maculipex ingår i släktet Lysimelia och familjen nattflyn. Inga underarter finns listade i Catalogue of Life.